# 约翰·奈斯比特
约翰·奈斯比特（英語：John Naisbitt，1929年1月15日—2021年4月8日），男，美国未来学领域的作家和公共发言人。他的第一本著作是1982年出版的《大趋势》，为该书曾作了近十年的研究。该书在两年的时间都位居纽约时报畅销书排行榜，在大部分时间里排名第一。《大趋势》在57个国家里出版，销售了超过1400万本。

## 生平
约翰曾就读于哈佛、康奈尔和犹他州大学。在IBM和Eastman Kodak获得了商业经验。肯尼迪总统任期内曾当过助理教育专员、约翰逊总统任期内曾任约翰·威廉·加德纳的助理。1966年，他离开了华盛顿，并加入了科学研究协会。 1968年，他创办了自己的公司，城市研究公司。奈斯比特还成立了奈斯比特中国研究院，一个非盈利性、独立的研究机构，位于天津大学，研究中国社会，文化和经济转型。奈斯比特在2009年，出版了《中国大趋势》一书，分析中国的崛起。他还担任泰国王室农业发展顾问、哈佛大学访问学者、南京理工大学教员，莫斯科国立大学马来西亚访问教授战略与国际研究学院访问学者、亚洲商学院顾问。约翰与妻子多丽丝常驻维也纳和天津。

## 著作
- Megatrends（《大趋势》）. Ten New Directions Transforming Our Lives. Warner Books, 1982
- Reinventing the Corporation. Transforming Your Job and Your Company for the New Information Society. Warner Books, 1985
- Megatrends 2000（《2000大趋势》）. Ten New Directions for the 1990s. William & Morrow Company, Inc., 1990
- Global Paradox（《全球吊诡》）. The Bigger the World Economy, the More Powerful Its Smallest Players. William Morrow & Company, Inc., 1994
- Megatrends Asia（《亚洲大趋势》）. Eight Asian Megatrends That Are Reshaping Our World. Simon & Schuster, 1996
- High Tech/High Touch. Technology and our Accelerated Search for Meaning. Nicholas Braely Publishing, 2001
- Mind Set! Reset Your Thinking and See the Future. Collins, 2006.
- China's Megatrends: The 8 Pillars Of A New Society（《中国大趋势》）. HarperCollins, 2010.